# Aero India

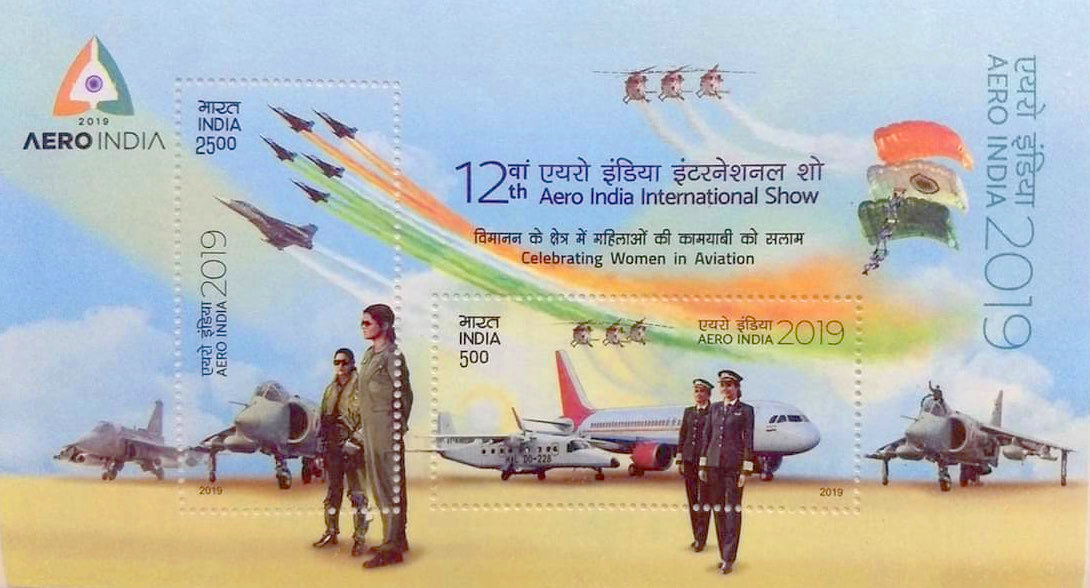
Série de timbres pour l'Aero India 2019.

Aero India est un salon aéronautique qui se déroule de manière biannuelle depuis 1996 sur la base aérienne de Yelahanka à Bangalore.